# 라오서
라오서(중국어: 老舍, 1899년 2월 3일 ~ 1966년 8월 24일)는 중국 현대의 작가이다. 본명은 수칭춘(舒慶春)으로 베이징 사람이다.

## 생애
중화민국 현대 문단의 대표적인 소설가이자 극작가로서 가난한 만주 정홍기(正紅旗) 가정 출신이다. 1924년에 영국으로 건너가 중국어를 가르치다가 서양 문학작품을 읽을 기회를 접하면서 소설 창작을 시작하게 된다. 1931년에 중화민국에 귀국하여 칭다오 등에서 교편을 잡다가 전업 작가의 길을 걷기 시작하여 1936년에는 그의 대표적 소설로 평가받는 ≪낙타 샹쯔(駱駝祥子)≫를 발표하여 이름을 알린다.
이 작품은 베이징에 사는 가난한 인력거꾼의 비참한 생활을 그린 것으로 하층 서민의 애환과 어두운 현실에 대한 날카로운 묘사를 통해 비판적 리얼리즘의 새로운 경지를 개척했다는 평가를 받는다. 중일 전쟁의 와중에 라오서는 우한(武漢)에 있던 중화전국문예계항적협회(中華全國文藝界抗敵協會)를 중심으로 활동하면서 소속 작가들에게 애국적이며 항일에 도움이 되는 선전적인 문학작품을 창작하도록 격려했다.
《장씨의 철학(老張的哲學)》, 《조자왈(趙子曰)》, 《이마(二馬)》 등 유학중의 작품을 《소설월보(小說月報)》에 보내 호평을 받았고, 1930년 귀국 후에는 《묘성기(猫城記)》, 《소파탄생일(小坡誕生日)》, 《이혼(離婚)》, 《우천사전(牛天賜傳)》 등을 계속 발표했다. 특히 1936년 작품 《낙타 샹쯔(駱駝祥子)》는 베이징 인력거꾼 상자의 불쌍한 생애를 그려서 그의 대표적 작품의 하나로 꼽히고 있다.
항전 중에는 주로 항전 의식 고양을 위한 선전활동에 종사했는데 종전 직전에서부터 《사세동당(四世同堂)》의 집필을 시작, 1945년부터 1951년에 걸쳐 발표했다. 작품은 고도(古都) 베이징과 그 곳에 사는 서민에 대한 애정에 넘쳐 있는 것이 특색으로서, 이것이 귀국 후의 재건되어 가는 베이징을 보고 희곡 《방진주(方珍珠)》 《용수구(龍鬚溝)》를 쓰게 된 동기가 되었다. 그 후에 단편이나 희곡, 또는 민간 설화 등의 평가, 창작에도 활약했다.
중화인민공화국 수립 후에 라오서는 희곡 창작에 매진하다가 1957년에 그의 대표작이자 중국 현대 희곡의 대표작으로 평가받는 ＜찻집＞을 발표하면서 작가적 역량을 인정받는다. 이 작품은 중국 현대 희곡 역사에서 처음으로 해외에 소개되었고, ‘동양의 기적’으로 인정받은작품이다.
하지만 1966년부터 시작된 문화대혁명의 광풍은 그를 비켜 가지 않았는데 홍위병들에 의해 구타를 당하고 귀가한 뒤 이튿날 사체로 발견된 것이다.
문화대혁명이 종식된 뒤 그는 복권되었지만, 그의 사인은 여전히 의문으로 남아 있다.

## 작품
- 묘성기(猫城記)

1932년 발표된 라오서의 단편소설. 화성에 불시착한 중국인이 화성에 사는 고양이 사람들 속에서 머물던 것을 기록한 풍자소설로, 저술 당시 중국인의 사회상을 묘사하고 있다.
- 사세동당(四世同堂)

제1부 《황혹(惶惑)》(1945), 제2부 《투생(偸生)》(1946), 제3부 《기황(飢荒)》(1949-1951)으로 된 라오서의 장편소설. 베이징에 사는 4대의 가족이 함께 생활하는(四世同堂) 것을 평생의 이상으로 하고 있던 기씨 가문(祁氏家門)이 일본군의 베이징 점령으로 붕괴되어 가는 과정을 주축(主軸)으로 베이징 시민의 갖가지 고통·저항·타락을 묘사하고 있다. 부분적으로 거친 곳이 있으나 작자의 베이징에 대한 애정의 깊이와 그것을 더럽히는 자에 대한 분노가 이 작품에 생명을 주고 있다.
- 용수구(龍鬚溝)

1950년에 발표된 전3막 5장의 희곡. 이 작품은 북경 외곽의 룽숴거우(龍鬚溝)를 중심으로 가난하고 따뜻한 근로 대중들의 실생활을 다룬 작품으로, 연출가 쟈오쥐진(焦菊隱)에 의해 다시 개작 상연되어 큰 갈채를 받은 문제작이다.

## 참고 자료
- 《루어투어 시앙쯔》, 최영애 역, 통나무